# Pachnoda arrowi
Pachnoda arrowi är en skalbaggsart som beskrevs av Thierry Bourgoin 1913. Pachnoda arrowi ingår i släktet Pachnoda och familjen Cetoniidae.

## Underarter
Arten delas in i följande underarter:
- P. a. cludtsi
- P. a. kivuensis